# Finningen

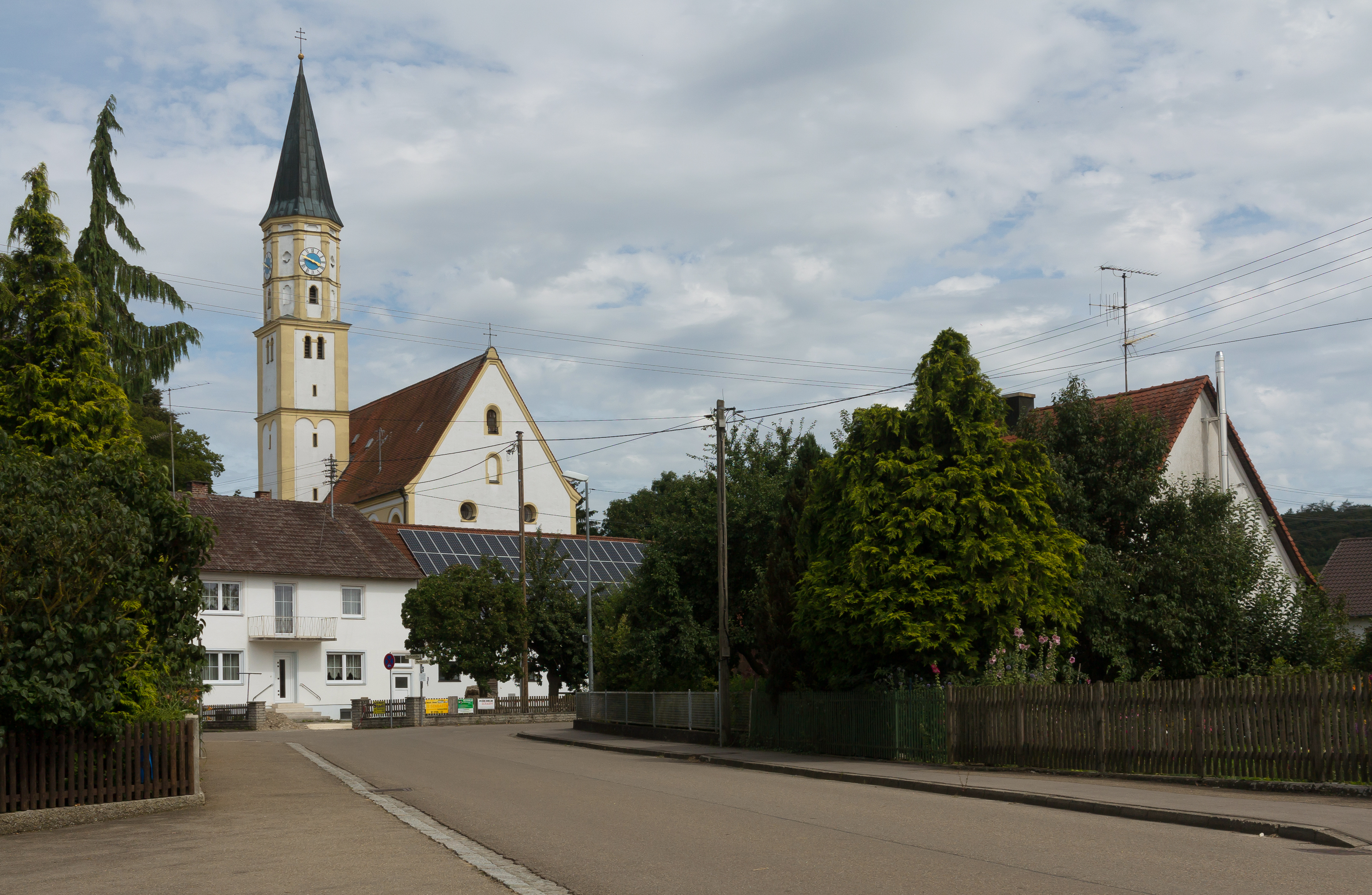
Finningen, l'église catholique: Pfarrkirche Sankt. Martin

Finningen est une commune de Bavière (Allemagne), située dans l'arrondissement de Dillingen, dans le district de Souabe.